# Dagobert von Pisa

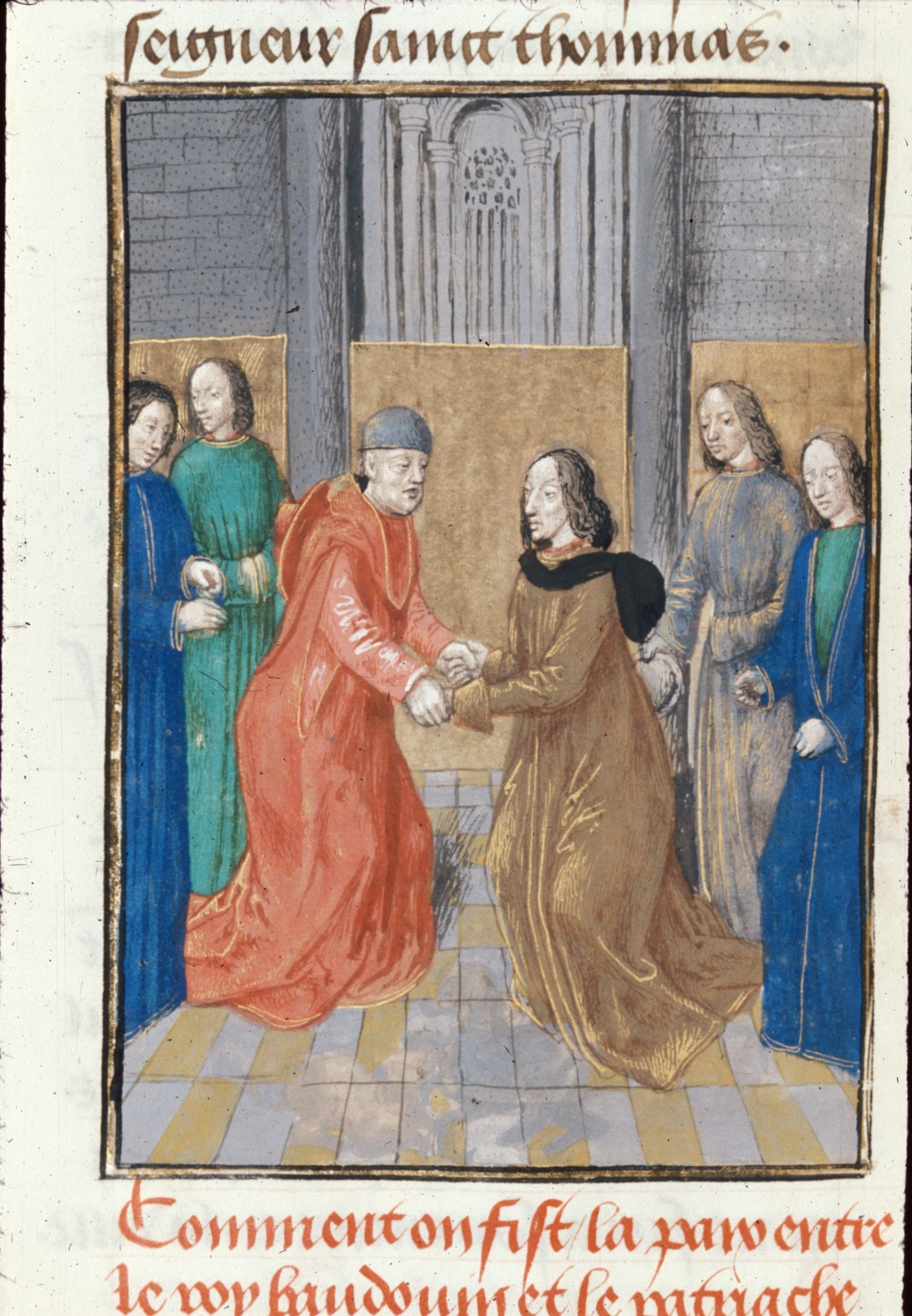
Dagobert (2. v. l.) als Patriarch von Jerusalem bei der Rekonziliation von König Balduin I. (Buchillustration)

Dagobert (auch Daimbert, Diabertus, Daiberto Lanfranchi; † 15. Juni 1107 in Messina) war 1088 bis 1099 Erzbischof von Pisa und 1099 bis 1102 Patriarch von Jerusalem.

## Frühes Leben und Bischof von Pisa
Über sein frühes Leben ist wenig bekannt. Anscheinend erhielt er seine Priesterweihe ursprünglich von Wezilo, Erzbischof von Mainz (1084–1088), einem Unterstützer des Kaisers und seines Gegenpapstes Clemens III. im Investiturstreit. Wezilo war im April 1085 wegen Simonie exkommuniziert worden, weswegen auch die Gültigkeit von Dagoberts Priesterweihe in Frage stand. Dagobert hatte sich inzwischen dem päpstlichen Lager um Markgräfin Mathilde von Tuszien zugewandt, weshalb er 1088 erreichen konnte, dass Papst Urban II. seine Priesterweihe erneuerte und ihn zum Bischof von Pisa machte. 1092 erhob Urban auf Vorschlag Mathildes von Tuszien das Bistum Pisa zum Erzbistum und Dagobert zum ersten Erzbischof von Pisa.
1095 begleitete er Papst Urban II. auf dessen Reise durch Italien und Frankreich, und nahm so an der Synode von Piacenza sowie an der Synode von Clermont teil, auf der Urban II. zum Ersten Kreuzzug aufrief. Anschließend kehrte er nach Pisa zurück, wo er mit großem Erfolg für den Kreuzzug predigte.
1098 entsandte ihn Urban II. als Legaten an den Hof König Alfons VI. von Kastilien und León, wo sich Dagobert durch die Organisation der Kirche in den Ländern verdient machte, die kürzlich von den Mauren erobert worden waren.

## Legat des Ersten Kreuzzugs
Nachdem Urban II. die Nachricht erhalten hatte, dass sein Legat des Ersten Kreuzzugs Adhemar de Monteil im August 1098 in Antiochia gestorben war, ernannte er Dagobert zu dessen Nachfolger. Vor Ende des Jahres 1098 reiste Dagobert aus Pisa ins Heilige Land ab. Begleitet wurde er von einer pisanischen Piratenflotte, die unterwegs Raubüberfälle auf die zum Byzantinischen Reich gehörigen Inseln Korfu, Leukas, Kephalonia, Zante, sowie auf Zypern verübte, und sich nur knapp der Ergreifung durch die byzantinische Flotte entziehen konnte.
Als Dagobert im Herbst 1099 die syrische Küste erreichte, hatte das Kreuzzugsheer bereits Jerusalem eingenommen und das Königreich Jerusalem errichtet. Bohemund von Tarent hatte sich in Antiochia ein Fürstentum errichtet und war gerade dabei die byzantinische Hafenstadt Latakia von der Landseite her zu belagern. Dagobert ließ sich von ihm leicht dazu bewegen, die Stadt mit der pisanischen Flotte von der See her abzuriegeln. Damit weckte er den Unmut der gerade in Dschabla lagernden Kreuzfahrerfürsten Raimund von Toulouse, Robert von der Normandie und Robert von Flandern, die das Bündnis mit Byzanz nicht gefährden wollten, Dagobert nach Dschabla bestellten und ihn überzeugten die Flotte von Latakia abzuziehen. Ohne Seeunterstützung musste auch Bohemund die Belagerung aufgeben. Raimund und die beiden Roberts zogen dagegen in Latakia ein, wo sie das Bündnis der Kreuzfahrer mit Byzanz bekräftigten und byzantinische Schiffe nach Konstantinopel, der ersten Etappe ihrer Heimreise bestiegen.
Dagobert reiste daraufhin zunächst zu Bohemund nach Antiochia und dann im Spätherbst gemeinsam mit diesem, der noch seinen Kreuzzugseid zu erfüllen hatte, nach Jerusalem. Im Schutze der pisanischen Flotte zogen sie entlang der Küste und erreichten Jerusalem am 21. Dezember 1099.

## Patriarch von Jerusalem
Nachdem er die Weihnachtstage in Bethlehem verbracht hatte, ließ Dagobert den unkanonisch gewählten Patriarchen Arnulf von Chocques, dessen Schutzherr Robert von der Normandie auf dem Heimweg in die Normandie war, absetzen und sich selbst zum Patriarchen von Jerusalem wählen. Sogleich nahm er die Huldigungen von Bohemund, sowie von Gottfried von Bouillon, dem ersten Regenten des Königreichs Jerusalem, der jedoch die Königswürde ausgeschlagen hatte, entgegen und belehnte sie mit den Gebieten Antiochia bzw. Jerusalem. Balduin von Boulogne hingegen verweigerte ihm eine Huldigung für die Grafschaft Edessa.
Mit deutlich größerer Entschlossenheit als sein Vorgänger bestand er gegenüber Gottfried auf der Oberhoheit des Heiligen Stuhls über das Heilige Land. Er griff die weit verbreitete öffentliche Meinung wieder auf, dass das Königreich Jerusalem ein Patrimonium der Kirche zu sein habe und forderte Gottfried auf ihm das Reich zu übergeben. Auf sein Drängen hin, musste Gottfried ihm Ostern 1100 die Jerusalemer Davidszitadelle übergeben sowie versprechen, Jerusalem und das noch zu erobernde Jaffa der Kirche zu übergeben, sobald Gottfried sterbe oder zwei weitere große Städte der Heiden erobert habe, die er ersatzweise erhalten solle. Zu den Eroberungsplänen kam es nicht da Gottfried kurz darauf, im Juli 1100, starb, während Dagobert bei der Armee war, die Jaffa belagerte.
Eine Reihe nordfranzösischer und lothringischer Adliger nutzte Dagoberts Abwesenheit aus, besetzte die Davidszitadelle und dienten Gottfrieds Bruder Balduin von Boulogne das Königsamt an. Als die Bevölkerung den am 9. November aus Edessa in Jerusalem eintreffenden Balduin begeistert begrüßte und dieser am 11. November den Königstitel annahm, zog Dagobert sich aus seinem Palast in Jerusalem in ein Kloster auf dem Berg Zion zurück. Mitte Dezember 1100 schloss er Frieden mit Balduin und kehrte nach Jerusalem zurück, musste aber seine Pläne der Errichtung einer Theokratie in Jerusalem aufgeben. Am Weihnachtstag 1100 krönte Dagobert Balduin in der Geburtskirche in Betlehem zum König, im Gegenzug erkannte Balduin Dagobert als Patriarchen an und empfing das Königreich von ihm als päpstliches Lehen.

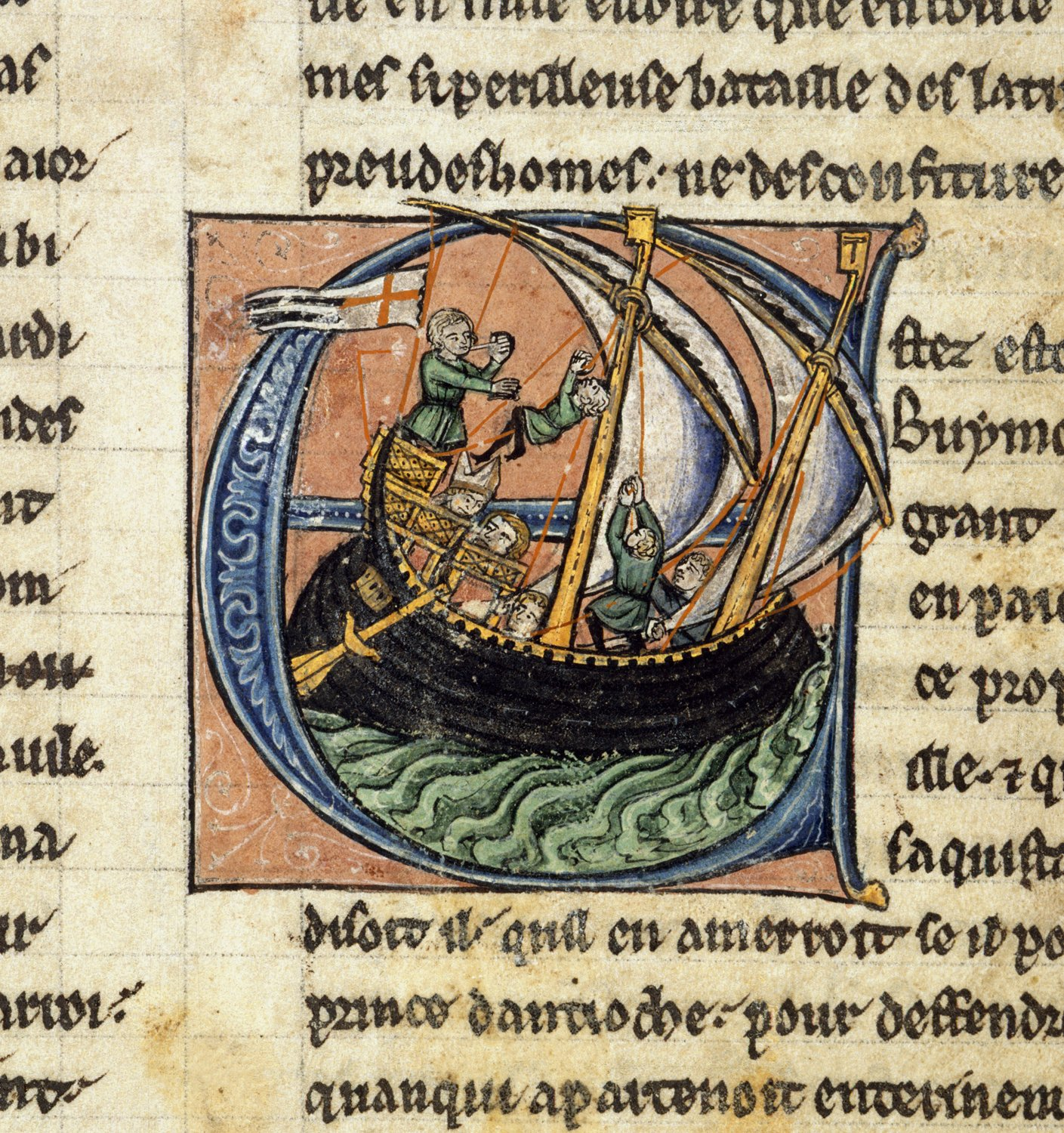
Patriarch Daimbert reist mit Bohemund 1104/05 nach Apulien zurück. (Miniatur aus einer Ausgabe der Histoire d'Outremer, 1232)

Zwischenzeitlich hatten Beschwerden über die Wahl Dagoberts Rom erreicht und der neue Papst Paschalis II. hatte den Kardinalbischof Moritz von Porto entsandt die Angelegenheit zu untersuchen. Dieser traf Ostern 1101 in Jerusalem ein, woraufhin Balduin Dagobert prompt der Verschwörung mit Bohemund und des Mordversuchs an Balduin anklagte. Die Anklage wurde wenig später fallen gelassen, als Dagobert dem König eine „Spende“ von 300 Gold-Byzantinern aus dem Kirchenschatz überließ. In der Folgezeit wurde Dagobert von Balduin vor dem Legaten um Geld bedrängt und dafür angeprangert, Reichtümer anzuhäufen, während der König um die Finanzierung und Ernährung des Heeres verlegen sei. Als Dagobert im Herbst 1101 eine Spende des Fürsten Roger von Apulien über 1000 Gold-Byzantiner entgegennahm, die zu einem Drittel der Kirche zum Heiligen Grab, zu einem Drittel dem Hospital und zu einem Drittel dem König für sein Heer anbestimmt war, war Dagobert unüberlegt genug diese für sich zu behalten. Als die Angelegenheit offenkundig wurde, setzte ihn Moritz von Porto auf Betreiben Balduins einstweilig ab. Unter dem Vorwand, dass Rom benachrichtigt werden müsse, ließ Balduin den Patriarchenstuhl unbesetzt. Der König ließ aber das Schatzamt des Patriarchen von seinen Beamten durchsuchen, die dort 20.000 Gold-Byzantiner fanden, die Dagobert bis dahin vor dem Zugriff des Königs hatte verstecken können. Moritz von Porto übernahm stellvertretend das Amt des Patriarchen, starb aber bereits im Frühjahr 1102. Dagobert ging indessen über Jaffa ins Exil nach Antiochia, wo ihn Tankred von Tiberias aufnahm und ihm die St.-Georgs-Kirche zur Verfügung stellte. Nachdem Balduin die Erste Schlacht von Ramla verloren hatte und Tankred um Hilfe ersuchte, setzte Tankred durch, dass Balduin Dagoberts Wiedereinsetzung zustimmte. In jenen Tagen jedoch erreichte ein neuer päpstlicher Legat, Robert von Paris, Jerusalem, der darauf bestand, die Angelegenheit der Absetzung Dagoberts in einer Synode unter seinem Vorsitz ordnungsgemäß zu regeln. Die Synode wurde 1102 in der Jerusalemer Grabeskirche abgehalten. Die Ankläger folgten heimlich den Anweisungen Arnulfs von Chocques und trugen drei Anklagepunkte gegen Dagobert vor: Er habe auf seiner Reise nach Palästina seine Christenbrüder auf den ionischen Inseln überfallen; er habe versucht Bohemund zu einem Bürgerkrieg gegen Balduin anzustiften; und er habe Gelder unterschlagen, die für die Pilger im Hospital und die Krieger Christi bestimmt waren. Dagobert wurde seines Amtes enthoben und ging erneut ins Exil nach Antiochia. Im antiochenischen Gefolge nahm Dagobert 1104 an der Schlacht von Harran teil.
Als Bohemund 1105 nach Süditalien reiste, nutze Dagobert die Gelegenheit ihn zu begleiten. Von Süditalien begab sich Dagobert nach Rom, um dem Papst seine Beschwerden gegen seine Absetzung zu unterbreiten. Nach einigen Untersuchungen erklärte Papst Paschalis II. tatsächlich die Absetzung Dagoberts für ungültig, da sie durch Einflussnahme weltlicher Instanzen vorgenommen worden sei. Während der Rückreise auf den Patriarchenthron nach Jerusalem verstarb Dagobert jedoch am 15. Juni 1107 in Messina. Sein Nachfolger als Patriarch wurde Ghibelin von Arles.